# HD 194215
HD 194215，又名CD-2917049，SAO 189264、HR 7801，是一颗恒星，视星等为5.85，位于銀經14.55，銀緯-32.01，其B1900.0坐标为赤經20h 19m 19.5s，赤緯-28° -32.01′ 16″。